# Ристич, Александар
Алекса́ндар Ри́стич (сербохорв. Aleksandar Ristić / Александар Ристић; 28 июня 1944, Сараево, СР Босния и Герцеговина, Югославия) — югославский футболист, игравший на позиции левого защитника и левого полузащитника; югославский и боснийский тренер.

## Карьера
За свою карьеру Ристич поиграл за югославские клубы «Вележ», «Хайдук» из Сплита, «Сараево» и за немецкий «Айнтрахт» из Брауншвейга. В 1967 году вместе с «Хайдуком» Ристич выиграл кубок Югославии.
В 1980 году Ристич начал свою тренерскую карьеру. Первым его клубом был «Гамбург». За 3 года работы в «Гамбурге» он работал ассистентом и и. о. главного тренера.
С 1983 по 1985 год работал на посту главного тренера в брауншвейгском «Айнтрахте».
В 1987 году Ристич стал главным тренером дюссельдорфской «Фортуны», где поработал 3 года. В январе 1991 года Ристич был назначен тренером «Шальке 04», но летом 1992 года, уволившись, снова пришёл в «Фортуну», где поработал 4 года.
С 1998 по 2000 год Ристич работал в оберхаузенском «Рот-Вайссе». Летом 2000 года в третий раз стал главным тренером «Фортуны», но в 2001 году был уволен.
С 2003 по 2004 год Ристич снова тренировал оберхаузенский «Рот-Вайсс». В 2004 году Ристич несколько месяцев поработал в берлинском «Унионе». Уволен он был из-за вылета команды из Второй Бундеслиги в Третью Лигу. В 2007 году Ристич стал главным тренером «Юрдингена», но в марте 2008 года его контракт с клубом закончился.